# 1891 no jornalismo
Nesta página encontrará referências aos acontecimentos directamente relacionados com o jornalismo ocorridos durante o ano de 1891.

## Nascimentos
| Data           | Nome                   | Profissão                          | Nacionalidade                                             | Observações | Ref |
| -------------- | ---------------------- | ---------------------------------- | --------------------------------------------------------- | ----------- | --- |
| 24 de dezembro | Martinho Nobre de Melo | intelectual, jornalista e político | Reino Unido de Portugal, Brasil e Algarves · (Cabo Verde) | m. 1985     |     |
| 24 de dezembro | Elmano Cardim          | jornalista e membro da ABL         | Brasil                                                    | m. 1979     |     |
| ??             | Acúrsio Pereira        | escritor e jornalista              | Reino Unido de Portugal, Brasil e Algarves                | m. 1978     |     |

## Mortes
| Data        | Nome                         | Profissão                                  | Nacionalidade                              | Observações | Ref |
| ----------- | ---------------------------- | ------------------------------------------ | ------------------------------------------ | ----------- | --- |
| 21 de julho | José Elias Garcia            | professor, jornalista, político e militar  | Reino Unido de Portugal, Brasil e Algarves | n. 1830     |     |
| ??          | Antônio Eleutério de Camargo | engenheiro, militar, jornalista e político | Brasil                                     | n. 1839     |     |